# Whitehall (Nueva York)
Whitehall es un pueblo ubicado en el condado de Washington en el estado estadounidense de Nueva York. En el año 2000 tenía una población de 4,035 habitantes y una densidad poblacional de 27 personas por km².

## Geografía
Whitehall se encuentra ubicado en las coordenadas 43°33′15″N 73°24′10″O / 43.55417, -73.40278.

## Demografía
Según la Oficina del Censo en 2000 los ingresos medios por hogar en la localidad eran de $35,734, y los ingresos medios por familia eran $43,590. Los hombres tenían unos ingresos medios de $35,365 frente a los $20,861 para las mujeres. La renta per cápita para la localidad era de $16,831. Alrededor del 12.1% de la población estaban por debajo del umbral de pobreza.